# Jan Krenz-Mikołajczak

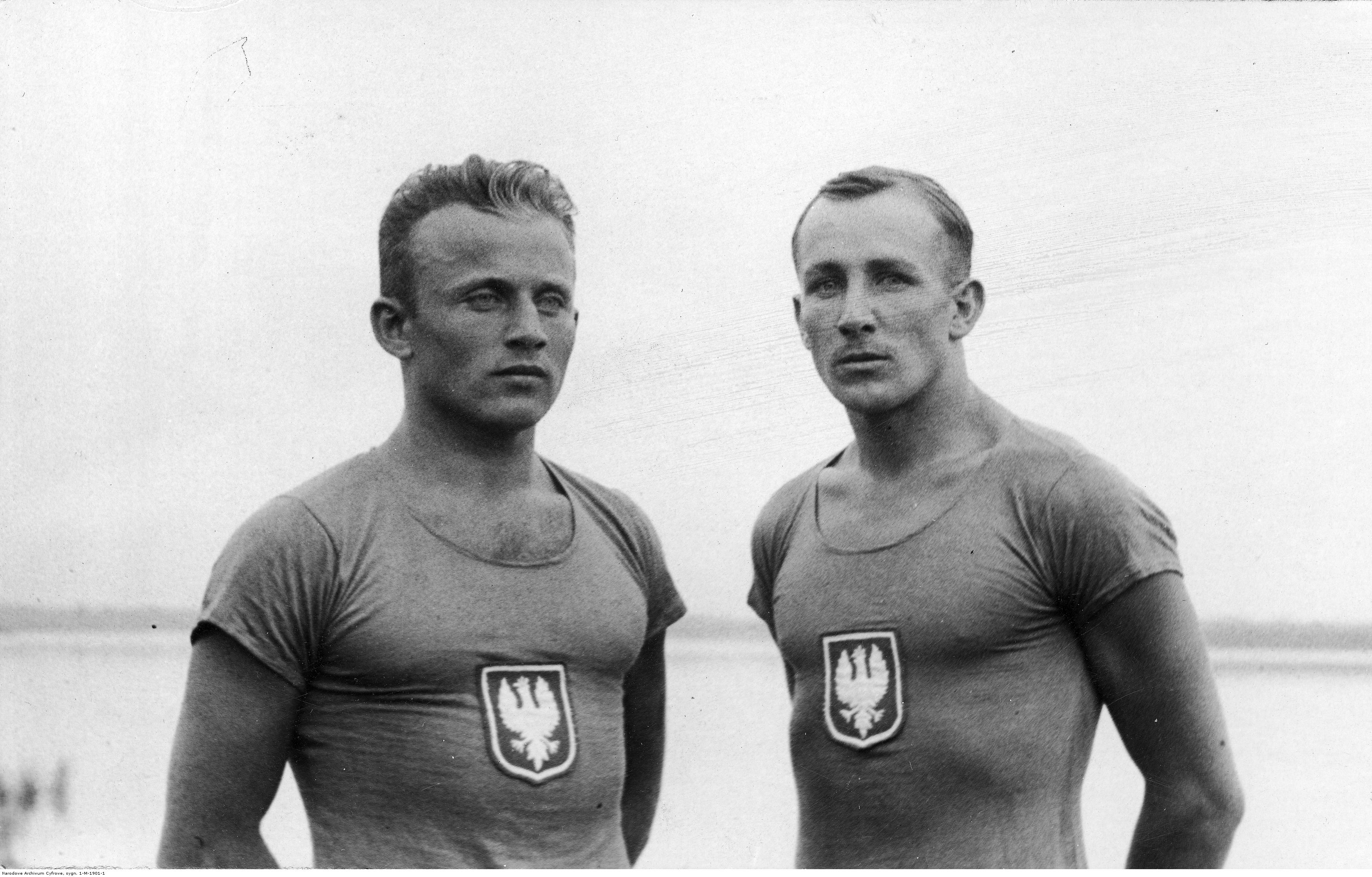
Henryk Budziński (links) und Jan Krenz-Mikołajczak 1930

Janusz „Jan “Stanisław Krenz-Mikołajczak (* 30. März 1907 in Posen; † 15. Dezember 2002 ebenda) war ein polnischer Ruderer.

## Sportliche Karriere
Der 1,72 m große Jan Krenz-Mikołajczak vom AZS Posen ruderte im Zweier ohne Steuermann zusammen mit Henryk Budziński. Bei den Europameisterschaften 1929 in Bydgoszcz siegten im Zweier die Italiener Romeo Sisti und Nino Bolzoni vor den beiden Polen. Im Jahr darauf gewannen die beiden Polen den Titel bei den Europameisterschaften 1930 in Lüttich vor den Booten aus Ungarn und Frankreich. Bei den Europameisterschaften 1931 in Paris traten Budziński und Krenz-Mikołajczak zusammen mit Zdzisław Kasprzak und Kazimierz Nowakowski im Vierer ohne Steuermann an und gewannen Silber hinter den Schweizern Gustav Wachtel, Paul Wachtel, Ernst Bühler und Wilhelm Müller.
Bei den Olympischen Spielen 1932 in Los Angeles waren im Zweier ohne Steuermann sechs Boote am Start, von denen vier Boote das Finale erreichten. Henryk Budziński und Jan Krenz-Mikołajczak gewannen ihren Vorlauf vor den Booten aus Frankreich und den Vereinigten Staaten. Im Finale siegten die Briten Lewis Clive und Hugh Edwards mit zwei Sekunden vor den Neuseeländern Cyril Stiles und Frederick Thompson. Sechs Sekunden hinter den Neuseeländern gewannen die Polen die Bronzemedaille mit 0,2 Sekunden Vorsprung vor den Niederländern.
Jan Krenz-Mikołajczak war Bauingenieur. Im Zweiten Weltkrieg wurde er von den Deutschen beim Festungsbau in Smolensk eingesetzt, nach dem Vorrücken der Roten Armee war er in einem Arbeitslager in der Nähe von Leningrad. Nach seiner Freilassung wirkte er ab 1946 am Wiederaufbau polnischer Städte mit.